# Italia en los Juegos Paralímpicos de Albertville 1992
Italia estuvo representada en los Juegos Paralímpicos de Albertville 1992 por un total de 27 deportistas, 19 hombres y ocho mujeres.

## Medallistas
El equipo paralímpico italiano obtuvo las siguientes medallas:
| Nombre           | Deporte        | Evento                                  |
| ---------------- | -------------- | --------------------------------------- |
| Oro              |                |                                         |
| —                |                |                                         |
| Plata            |                |                                         |
| Bruno Oberhammer | Esquí alpino   | Supergigante B3 masculino               |
| Bronce           |                |                                         |
| Bruno Oberhammer | Esquí alpino   | Eslalon gigante B3 masculino            |
| Dorothea Agetle  | Esquí de fondo | 2,5 km distancia corta LW10-11 femenino |
| Dorothea Agetle  | Esquí de fondo | 5 km distancia larga LW10-11 femenino   |